# Disegno tecnico

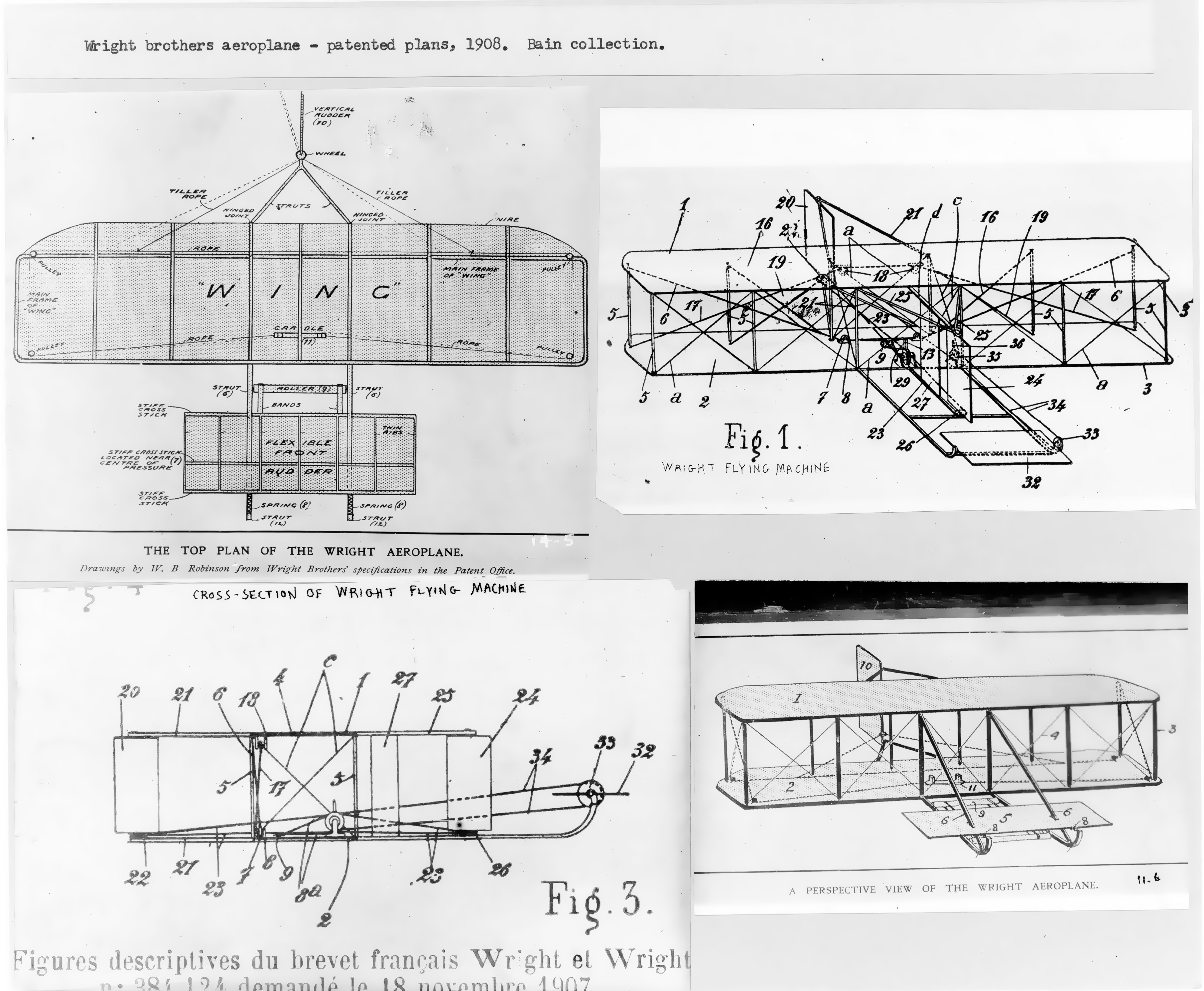
Disegno tecnico dei fratelli Wright (1908).

Il disegno tecnico è una forma di apprendimento visiva tra addetti ai lavori e si occupa di fornire, attraverso i metodi di rappresentazione, dati di misura e di forma utili per analizzare manufatti di vario genere.
Si tratta di una rappresentazione grafica di elementi geometrici presenti nello spazio, le cui regole base sono dettate dalla geometria descrittiva, secondo la quale ad ogni singolo segno è associato un significato spaziale. I disegni meccanici che escono da un ufficio tecnico devono contenere tutte le indicazioni necessarie alla fabbricazione del pezzo o del complessivo rappresentato.
Quando si debba progettare un meccanismo o quando, terminata la lavorazione delle sue varie e spesso numerosissime parti, si debba montare il meccanismo stesso, si fa uso dei disegni d'insieme. Questi rappresentano il complessivo, servendosi del numero  di viste, unitamente, quando occorra, ad una o più sezioni. Si differenzia dagli altri in quanto ha norme e simbologie (come schemi elettrici, idraulici, elettronici) definite a livello italiano dall'UNI, che fa capo all'ISO.
Il compito di fornire tutti gli elementi cui si è accennato è svolto dai disegni di particolari. Questi danno tutte le viste e sezioni necessarie per la completa individuazione della loro esatta forma e misura, corredate perciò dalle quote e tolleranze, dei segni di lavorazione delle varie parti di ogni pezzo, delle indicazioni dei materiali, compresi gli eventuali trattamenti o finiture superficiali cui i materiali devono essere sottoposti.

## Quotatura
Costituisce l'insieme di tutte le informazioni grafiche ed alfanumeriche necessarie a definire quantitativamente gli elementi e il loro posizionamento. Ogni quota è l'insieme della linea di misura, dei relativi riferimenti e del valore numerico che definisce quantitativamente una dimensione del disegno, generalmente espressa in millimetri.
Le quote possono essere distinte in tre categorie:
- Quotatura funzionale
- Quotatura non funzionale
- Quotatura ausiliare
- Quotatura tecnologica

## Denominazione e applicazioni dei tipi di linee e di tratti
Disposizioni segnalate nella tabella UNI EN ISO 128-20 per il disegno tecnico.
| Tipo di linea | Denominazione                         | Applicazioni generali |
| ------------- | ------------------------------------- | --- |
| 01.1          | continua fine                         | spigoli fittizi in vista, linee di misura, linee di riferimento, linee di richiamo, tratteggi di sezioni, contorni delle sezioni ribaltate in luogoassi di simmetria composti da un solo tratto se irregolare Interruzioni di viste e di sezioni parziali non coincidenti con un asse di simmetria |
| 01.2          | continua grossa                       | contorni in vista, spigoli in vista |
| 02.1          | a tratti fine                         | contorni nascosti, spigoli nascosti |
| 02.2          | a tratti grossa                       | Indicazione di superfici oggetto di particolare trattamento |
| 04.1          | mista fine a tratto lungo             | assi di simmetria, tracce di piani di simmetria, traiettorie, linee e circonferenze primitive |
| 04.2          | mista grossa a punto e tratto lungo   | traccia dei piani di sezione, indicazioni di superficie o zone oggetto di prescrizioni particolari |
| 05.1          | mista fine a due punti e tratto lungo | contorni di pezzi adiacenti, posizioni intermedie ed estreme di parti mobili, assi o luoghi baricentrici, contorni iniziali, parti situate anteriormente ad un piano di sezione |

## Supporto
I disegni tecnici sono tradizionalmente realizzati su supporto cartaceo, opaco o traslucido (carta da lucidi).
Il supporto (foglio da disegno) viene normalmente utilizzato in formati standardizzati contrassegnati con la sigla An, dove n è il numero delle piegature a partire dal formato di base A0.
I formati comuni hanno le seguenti dimensioni in millimetri:
- A0: 1189 × 841
- A1:  841 × 594
- A2:  594 × 420
- A3:  420 × 297
- A4:  297 × 210
- A5:  210 × 148,5

I formati più piccoli (A4 e A3) sono normalmente forniti in fogli in risme, mentre i formati più grandi sono forniti in rotoli.

## Tipi di disegno
Nella tabella UNI ISO 10209-1 sono elencati in ordine alfabetico i vari tipi di disegni tecnici che possono essere eseguiti.
| Termine                          | Definizione |
| -------------------------------- | --- |
| Abbozzo - Bozza                  | Rappresentazione grafica generalmente ad uno stadio iniziale di elaborazione, suscettibile di variazioni per quanto attiene alla sua stesura definitiva |
| Diagramma                        | Rappresentazione grafica, generalmente in un sistema di coordinate, esprime la relazione tra due o più variabili                                        |
| Disegno                          | Rappresentazione grafica comunque eseguita su un supporto qualsiasi                                                                                     |
| Disegno Automatico               | Disegno eseguito con elemento tracciante guidato automaticamente                                                                                        |
| Disegno come costruito           | Disegno che rappresenta un componente o una costruzione intera nella loro configurazione realmente eseguita                                             |
| Disegno costruttivo              | Disegno corredato da tutte le informazioni necessarie per costruire e controllare l'oggetto rappresentato                                               |
| Disegno di approvazione          | Disegno eseguito per ottenere un benestare |
| Disegno di autorizzazione        | Disegno eseguito per ottenere un'autorizzazione dagli enti pubblici                                                                                     |
| Disegno di brevetto              | Disegno eseguito secondo le prescrizioni dell'ufficio brevetti                                                                                          |
| Disegno di calcolo               | Disegno generalmente eseguito come ausilio per lo svolgimento di calcoli                                                                                |
| Disegno di componente            | Disegno che rappresenta un oggetto facente parte di un insieme di ordine superiore                                                                      |
| Disegno di gruppo                | Disegno che rappresenta con maggiori informazioni una parte di un insieme                                                                               |
| Disegno di imballaggio           | Disegno con le informazioni necessarie per l'imballaggio di un prodotto                                                                                 |
| Disegno di insieme               | Disegno che rappresenta gruppi e/o componenti di un insieme nella loro posizione reciproca                                                              |
| Disegno di installazione         | Disegno che fornisce informazioni necessarie alla posa in opera di un insieme                                                                           |
| Disegno di montaggio             | Disegno che rappresenta un insieme o un gruppo con le informazioni relative all'assemblaggio dei vari componenti                                        |
| Disegno di offerta               | Disegno utilizzato come ausilio di specificazioni tecniche sia nelle richieste di offerte, sia nelle offerte                                            |
| Disegno di ordinazione           | Disegno utilizzato come ausilio di capitolati di ordinazione                                                                                            |
| Disegno di particolare           | Disegno tecnico che rappresenta un singolo particolare, con o senza relazioni o collegamenti con altre parti                                            |
| Disegno di percorso              | Disegno che rappresenta il collegamento materiale o logico tra diversi sistemi                                                                          |
| Disegno di perizia               | Disegno utilizzato come ausilio alla stesura di una perizia                                                                                             |
| Disegno di progetto              | Disegno eseguito come ausilio alla progettazione. In relazione ai vari livelli                                                                          |
| Disegno di spedizione            | Disegno con le informazioni necessarie per il trasporto dell'oggetto rappresentato                                                                      |
| Disegno manuale                  | Disegno eseguito manualmente con o senza l'ausilio di attrezzi                                                                                          |
| Disegno per comando numerico     | Disegno disposto per facilitare la programmazione manuale o automatica di pezzi da costruire con macchine a comando numerico                            |
| Disegno pittografico             | Disegno che, con buona approssimazione, mostra una vista tridimensionale dell'oggetto                                                                   |
| Disegno preliminare              | Disegno equivalente alla bozza |
| Disegno prestampato parzialmente | Disegno che viene completato in relazione alla specifica applicazione                                                                                   |
| Disegno rilevante                | Disegno ottenuto mediante il rilievo diretto |
| Disegno schematico               | Disegno con alto grado di astrazione e simbolismi |
| Disegno tecnico                  | Disegno eseguito con finalità tecniche, in relazione sia alle modalità di stesura, sia alle informazioni trasmesse                                      |
| Originale                        | Disegno eseguito in modo diretto, generalmente in esemplare unico, e conservato in modo duraturo                                                        |
| Riproduzione                     | Rappresentazione grafica ottenuta mediante un qualsiasi procedimento di riproduzione                                                                    |
| Schizzo                          | Disegno eseguito usualmente a mano libera e che può trascurare l'accuratezza grafica                                                                    |
| Segno grafico                    | Figura convenzionale per trasmettere messaggi |

## Cartiglio

Piping and Instrumentation Diagram (P&ID) con il cartiglio posto in alto a sinistra

Il cartiglio è un riquadro nel foglio (di norma posto in un angolo, generalmente in basso a destra) nel quale vengono racchiuse tutte le informazioni necessarie a comprendere in miglior modo il complessivo raffigurato.
In particolare, secondo la normativa ISO 7200 (che ha sostituito la vecchia norma UNI 8187, ritirata nel 2007), esso viene chiamato "riquadro delle iscrizioni" e indica tutti i pezzi compositi, il loro tipo, nonché i dati dell'autore del disegno (nome e cognome), committente, ecc.

## Strumenti di scrittura

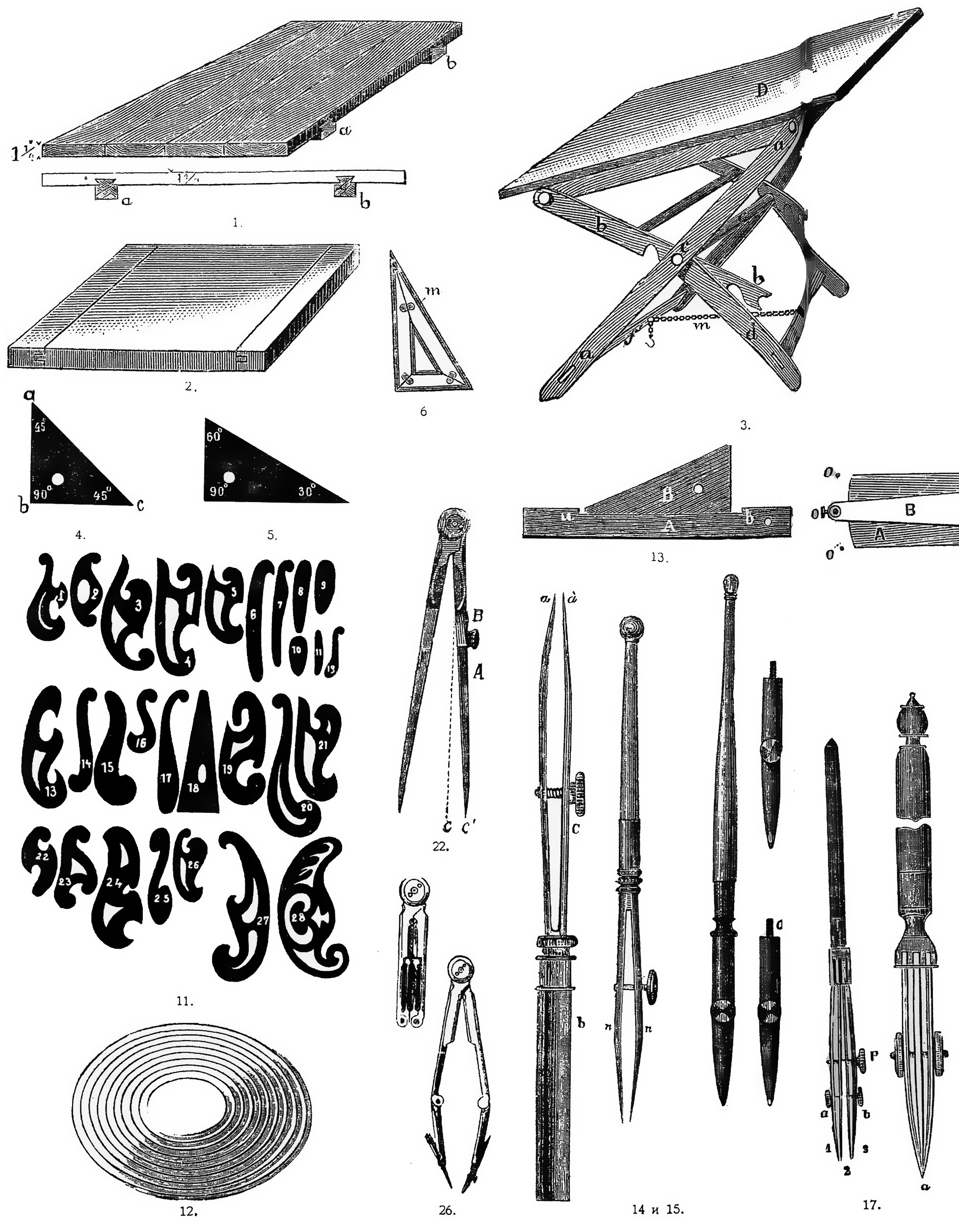
Alcuni strumenti utilizzati nel disegno tecnico.

Lo strumento classico per la realizzazione di disegni tecnici è la matita. Normalmente si usano matite di gradazione medio-dura (2H) per le linee fini e medie (HB) per le linee più spesse. Si possono utilizzare sia le tradizionali matite in legno, sia le matite formate da mina e portamina in metallo o plastica. I disegni vengono fatti solo a matita. Per il disegno si utilizzano speciali matite  dotate di mine calibrate per le diverse dimensioni delle linee da tracciare. Le matite per la finitura dei disegni o per il trasporto su carta da lucidi (lucidatura) possono essere sia ricaricabili sia di tipo "usa e getta". In entrambi i casi devono essere di tipo adatto al disegno tecnico sia per quanto riguarda il diametro della matita. Per la cancellazione degli errori e delle linee di costruzioni si usano gomme da matita, o eventualmente lamette o graffietti per i tratti di mina più resistenti.

### Compasso
Il compasso per il disegno tecnico può essere in forma classica o in forma di balaustrone, con classica rotellina per regolare l'ampiezza del cerchio da tracciare.

### Riga
Le righe per il disegno tecnico sono in genere di misura compresa tra i 50 e i 100 cm, hanno un lato millimetrato e sull'altro lato portano scanalature o scalini per facilitare la
scrittura con le penne a china.
Il materiale costruttivo delle righe è normalmente sintetico, ma si possono trovare anche in lega leggera o ancora in legno.

### Squadra
Le squadre per il disegno tecnico sono in genere due, una con gli angoli uguali a 45 ° e una con gli angoli di 30 ° e 60 °; hanno un lato millimetrato e su un lato portano scanalature o scalini per facilitare la scrittura. Le misure del lato millimetrato sono molteplici da 10 cm a oltre 1 m.
Il materiale costruttivo delle squadre è normalmente sintetico, ma si possono trovare anche squadre in alluminio od ancora in legno.

### Normografo
Per la quotatura e le scritte del disegno eseguito a mano viene solitamente utilizzato un normografo, utilizzando caratteri la cui dimensione non sia eccessiva rispetto al resto del progetto. Resta comunque possibile, se il disegnatore è abile, effettuare tutte le scritture a mano libera o con l'aiuto di una riga guida. 
Esistono anche normografi adatti alla riproduzione di simboli ricorrenti quali valvole idrauliche e pneumatiche, componenti di impianti ecc.

### Tecnigrafo
Il tecnigrafo è uno strumento di assistenza al disegno tecnico composto da una squadra (o coppia di righelli vincolati in maniera ortogonale) montata su di un goniometro che ne consente la rotazione angolare.
(Si veda la voce "tecnigrafo" nell'indice generale)

### Curvilineo
Utilizzato per disegnare curve non realizzabili con il compasso. Può essere rigido o flessibile.

### Tavolo da disegno
Il tavolo da disegno è un tavolo regolabile che consente la corretta posizione operativa al disegnatore.

### Software

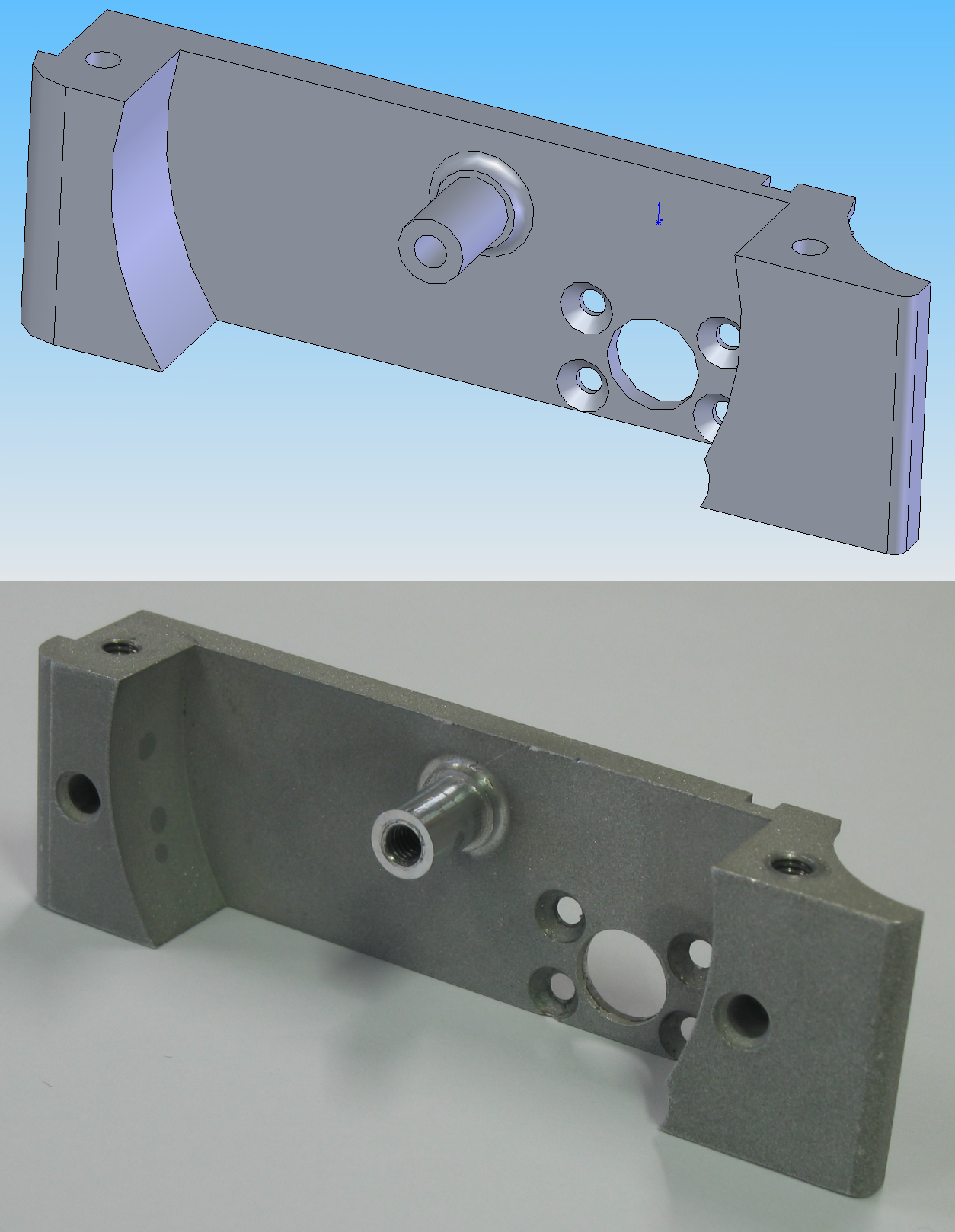
Rappresentazione tramite software CAD (in alto) e relativo pezzo finito (in basso).

Nella professione attuale del disegnatore tecnico, ci si avvale di appositi software di disegno (ad esempio AutoCAD e per la realizzazione di disegni meccanici Inventor).
Tali software vengono denominati CAD (Computer-aided design, cioè "Progettazione assistita da elaboratore").

## Disegno tecnico 2D e 3D

Proiezioni ortogonali (a sinistra) e rappresentazione isometrica (a destra) di un oggetto.

Il disegno tecnico può essere bidimensionale (2D) e tridimensionale (3D).
I metodi di rappresentazione bidimensionali rappresentano un oggetto nelle sue diverse viste (alto, laterale, di fronte), dette anche proiezioni ortogonali.
I metodi di rappresentazione tridimensionali permettono invece la visualizzazione completa e in un unico momento dell'oggetto nella sua forma e massa.
Da non confondersi sono la modellazione tridimensionale (strumento di progettazione) e il disegno bidimensionale (strumento di documentazione di prodotto). Quest'ultimo è un mezzo di comunicazione di concetti, dati e informazioni tecniche fruibili da chiunque abbia minime basi di disegno tecnico come ad esempio il tecnico di officina che deve costruire fisicamente il pezzo, i tecnici progettisti che devono modificarlo o l'ufficio acquisti che deve ordinare i semilavorati.
Profondamente diversa, la modellazione tridimensionale è un ottimo strumento di lavoro ma non di comunicazione come dimostra il fatto che non esistono unificazioni sull'indicazione di quote, tolleranze di lavorazione, finiture superficiali, sezioni e altre prescrizioni su un modello solido tridimensionale mentre esistono da sempre per i disegni bidimensionali.
Tra i metodi di rappresentazione 3D si annoverano:
- le assonometrie
- la proiezione centrale
- le rappresentazioni prospettiche.

### Metodi proiettivi
Un altro metodo per dividere i diversi tipi di proiezioni è distinguerli in parallele o centrali secondo lo schema che segue:
- Parallele (cilindriche)
  - Ortogonali
    - Proiezioni ortogonali
    - Assonometrie isometrica, dimetrica e trimetrica

  - Oblique
    - Assonometrie cavaliera e monometrica
- Centrali (coniche)
  - Prospettive (centrale, accidentale e razionale)

Le tecniche di rappresentazione grafica si basano sul concetto di proiezione dell'oggetto su immaginari piani riceventi, i quali, a seconda della posizione e della rotazione dei loro angoli d'intersezione, restituiscono l'immagine finale.

## Campi di applicazione
Il disegno tecnico è impiegato in architettura e in ingegneria, per la rappresentazione delle creazioni progettuali.
Nell'ambito dell'architettura è rivolto alla rappresentazione degli elementi costitutivi di un edificio, quali ad esempio:
- disposizione fondamenta
- strutture dimensionate secondo calcoli statici
- murature e disposizione dei tramezzi all'interno di spazi interni
- disposizione arredi e progettazione di ambienti esterni, recinzioni e giardini.

All'interno della progettazione ingegneristica, il disegno tecnico è rivolto alla rappresentazione grafica di strutture e impianti tecnologici dimensionati sulla base dei calcoli di progetto eseguiti.
Il disegno tecnico per scopi ingegneristici si suddivide in quattro tipologie: preliminare, definitivo, esecutivo e as-built.